# Gustaf Albert Ahlbert
Gustaf Albert Ahlbert, född 26 januari 1884 i Nävelsjö socken i Jönköpings län, död 14 september 1943 i Indien, var en svensk missionär, Svenska Missionsförbundet.
Ahlbert genomgick Missionsskolan på Lidingö åren 1908–11 samt fick undervisning vid Stockholms Borgarskola 1911–12, där han studerade ryska. Vid årsmötet 1912 avskildes han till missionär och reste till Ost-Turkestan den 26 oktober samma år.Han kom att verka som missionär i Östturkestan t.o.m. 1938, med tre längre vistelser i regionen. 1923–1924 studerade han arabiska i Kairo i Egypten. Ahlbert arbetade med bibelöversättning till östturkiska tillsammans med missionären Oskar Hermansson. 1940 inledde Svenska Missionsförbundet sitt missionsarbete i Indien. Ahlbert var en av de Missionsförbundets första Indienmissionärer och verkade där åren 1940–1943.
Gift 1927 med Ruth Ahlbert född Österberg. Ruth Ahlbert har donerat Gustaf Ahlberts personarkiv till Svenska Missionskyrkans arkiv vilket 2011 deponeras på Riksarkivet, Stockholm.